# والتر آر. بوث
والتر آر. بوث (بالإنجليزية: Walter R. Booth)‏ (و. 1869 – 1938 م) هو مخرج أفلام بريطاني، ولد في ورسستر، توفي في برمينغهام، عن عمر يناهز 69 عاماً.

## وصلات خارجية
- والتر آر. بوث على موقع IMDb (الإنجليزية)
- والتر آر. بوث على موقع قاعدة بيانات الفيلم (الإنجليزية)
- والتر آر. بوث على موقع كينوبويسك (الروسية)

- والتر آر. بوث في قاعدة بيانات الأفلام على الإنترنت